# Medalha Kavli
A Medalha Kavli (em inglês:  Kavli Medal) é o nome de duas medalhas concedidas bianualmente pela Royal Society.

## Medalha Kavli da Royal Society
A Medalha Kavli da Royal Society (em inglês:  Royal Society Kavli Medal) é concedida bianualmente, em anos ímpares, por realizações notáveis em ciência e engenharia nas áreas de meio ambiente ou energia. Destina-se a cientistas em estágio de carreira que não realizaram mais de 15 anos de trabalho de pesquisa desde que obtiveram seu doutorado.
O recipiente deve ser um cidadão de um país da Commonwealth ou da República da Irlanda ou que tenha vivido e trabalhado lá por um mínimo de três anos imediatamente antes de sua nomeação. O vencedor do prêmio recebe uma medalha de bronze dourado e um valor monetário pessoal de £ 500. O vencedor é convidado a proferir uma palestra pública sobre sua pesquisa na Sociedade.
O recipiente é escolhido pelo Conselho da Royal Society por recomendação do Joint Physical and Biological Sciences Awards Committee. As indicações são válidas por cinco anos, após os quais o candidato não pode ser novamente indicado até um ano após o término da indicação.

### Recipientes
- 2011: Clare Grey, Solid state NMR uses in the field of lithium-ion batteries[1]
- 2013: Neil Greenham, In recognition of his exceptional work on hybrid materials combining polymer semiconductors with inorganic nanoparticles, and their use in printable solar cells[2]
- 2015: Matt King, for his research in field glaciology leading to the first reconciled estimate of ice sheet contribution to sea level[2]
- 2017: Henry Snaith, for his discovery and development of highly efficient perovskite solar cells[3]
- 2019: Ed Hawkins, for his significant contributions to understanding and quantifying natural climate variability and long-term climate change, and for actively communicating climate science and its various implications with broad audiences.[4]
- 2020 Ian Chapman, for his scientific insight that has illuminated the complex physics of confined plasmas and prepared the way for fusion burn
- 2021: Magdalena Titirici, for her outstanding contributions to advancing the sustainability of energy storage and conversion technologies by performing interdisciplinary research at the interface between electrochemistry, materials science and chemical engineering

## Medalha de Educação Kavli
A Medalha de Educação Kavli é concedida bianualmente, nos anos pares, a 'um indivíduo que tenha causado um impacto significativo na educação científica ou matemática no Reino Unido'.

### Recipientes
- 2010: Celia Hoyles in recognition of her outstanding contribution to research in mathematics education
- 2012: Margaret Brown in recognition of her significant impact on mathematics education within the UK
- 2014: John Holman in recognition of his significant impact on science education within the UK
- 2016: Becky Parker for founding the Langton Star Centre for school children
- 2018: Alice Rogers for her outstanding contributions to mathematics education
- 2020: Simon Humphreys for his transformative contribution to computing education, influencing both national policy and the lives of thousands of practicing school teachers